# Фальковский, Степан Николаевич
Степа́н Никола́евич Фалько́вский (род. 18 декабря 1996, Минск) — белорусский хоккеист, защитник хоккейного клуба «Ак Барс», выступающего в КХЛ.

## Биография
Воспитанник минской «Юности». В 2013 году в возрасте 16 лет дебютировал за молодёжную команду в МХЛ. В сезонах 2013/14 — 2014/15 также играл в высшей белорусской лиге (D2) за «Юниор», провёл один матч в чемпионате Белоруссии за «Юность».
Выступал в низших североамериканских лигах за клубы «Оттава Сиксти Севенс» (OHL, 2015/16), «Адирондак Тандер» (ECHL, 2016/17), «Онтарио Рейн» (AHL, 2017/18), «Айова Уайлд» (AHL, 2018/19), «Манчестер Монаркс» (ECHL, 2018/19), «Аллен Американс» (ECHL, 2018/19 — 2019/20).
В сезоне 2020/21 играл в КХЛ за «Динамо» Минск. В июне 2021 года был обменян в СКА на Лукаса Бенгтссона.
В декабре 2024 года был обменян в «Ак Барс» на защитника Дмитрия Юдина.

### В сборной
Участник чемпионатов мира 2018 и 2021 годов, молодёжного чемпионата мира 2015 года, чемпионата мира среди юниоров 2014 года.